# 拉劳恩
拉劳恩（西班牙語：Larraun）是西班牙纳瓦拉的一个市镇。总面积107平方公里，总人口985人（2001年），人口密度9人/平方公里。